# Виридо, Обен
Обен Виридо (фр. Aubin Virideau; 1764–1804) — французский военный деятель, полковник (1795 год), участник революционных войн.

## Биография
Начал военную службу 15 мая 1785 года гренадером в Полку королевских кораблей. 13 мая 1788 года получил отпуск. После Революции возглавил национальную гвардию Тивье. 13 сентября 1792 года был выбран сослуживцами капитаном 3-го батальона волонтёров Дордоня. 26 октября 1792 года возглавил данный батальон. С 1793 по 1795 годы сражался в рядах Армии Восточных Пиренеев.
21 апреля 1795 года произведён в полковники и возглавил 3-ю полубригаду Дордони, и в 1796 году был переведён в Западную армию. 4 января 1797 года Директория доверила ему командование новой 30-й полубригадой лёгкой пехоты, с которой он продолжал войну на Западе до 1798 года.
В 1799 году присоединился к Итальянской армии, а в следующем году вновь был в Западной армии. В 1802 году его направили на остров Бель-Иль со своей полубригадой, а в конце следующего года его перевели к границам Пиренеев, где его полубригада была распущена 24 сентября 1803 года и включена в состав 25-го полка лёгкой пехоты.
4 октября 1803 года Первый консул доверил Виридо 108-й полк линейной пехоты, входивший в состав дивизии Фриана и дислоцировавшийся в лагере Брюгге Армии Берегов Океана. В следующем году полковник тяжело заболел и умер 5 октября 1804 года в госпитале Брюгге.

## Воинские звания
- Гренадер (15 мая 1785 года);
- Капитан (13 сентября 1792 года);
- Командир батальона (26 октября 1792 года);
- Полковник (21 апреля 1795 года).

## Награды
Легионер ордена Почётного легиона (11 декабря 1803 года)
 Офицер ордена Почётного легиона (14 июня 1804 года)